# فم الحوت
فم الحوت نجم يقع في كوكبة الحوت الجنوبي يبعد حوالي 25 سنة ضوئية (7,688 فرسخ فلكي) عن الأرض، تبلغ حرارته 5800 كلفن. ويعتبر هذا النجم واحداً من النجوم العشرين التي تتربع على عرش البريق في السماء لونه ضارب إلى الزرقة وظهوره يعلن بداية فصل الخريف. يعتقد أن فم الحوت يصدر أشعة تحت الحمراء.
يرجع الاسم الإنجليزي له Fomalhaut إلى العربية مع بعض التحريف ل [ فم الحوت ].

## خصائصه
فم الحوت نجم يقع في كوكبة الحوت الجنوبي يبعد حوالي 25 سنة ضوئية (7,688 فرسخ فلكي)عن الأرض، تبلغ حرارته 8590 كلفن. يتخذ ترتيب هذا النجم المركز الثامن عشر بالنسبة إلى شدة بريقه بين قائمة أشد النجوم سطوعا في السماء.لونه ضارب إلى الزرقة وظهوره يعلن بداية فصل الخريف. يعتقد أن فم الحوت يصدر الأشعة تحت الحمراء.
فهو نجم ذو أهمية خاصة في مجال البحوث خارج المجموعة الشمسية.
لأنه مركز أول نظام نجمي يعثر عليه مماثل للمجموعة الشمسية ويرى بالضوء المرئي.
وقد نشرت هذه الصورة المجاورة له وما يحيطه من غبار و (كواكب) في نوفمبر 2008، مع الإشارة إلى حجب منطقة النجم نفسه أثناء التصوير بغرض استبيان النظام التابع له.
وهو ثالث نجم بالنسبة للمعانه يوجد له نظام كوكبي يدور حوله بعد رأس التوأم المؤخر Pollux والشمس. يُرى كوكبه في نطاق الضوء المرئي.
وتبين فحص المشاهدات أن نجم فم الحوت هو نجم شاب، حيث يقدر عمره بين 100 - 300 مليون سنة، وهذا ما تدل عليه معدنيته الضعيفة.
درجة حرارة سطح هذا النجم حوالي 8860 كلفن (8590 درجة مئوية). وتبلغ كتلته حوالي 2.1 مرة كتلة شمسية وتبلغ شدة لمعانه حوالي 18 ضعف للمعان الشمس. وقطره أكبر بنسبة حوالي 1.8. معدنيته أقل من معدنية الشمس بمعنى قلة وجود معادن فيه أثقل من الهيدروجين والهيليوم.
وهو عضو من النجوم الـ 16 الذين ينتمون إلى مجموعة كاستور المتحركة Castor Moving Group، وهي مجموعة نجوم تحلق في الفضاء مشتركةً مع بعضها البعض.
وبالتالي فمن المرجح أن تكون المجموعة مرتبطة فعلياً ببعضها. يحيط بنجم فم الحوت قرص من الغبار في شكل حلقي مع حافة داخلية حادة جداً. ويميل نظامه 24 درجة بالنسبة إلينا.
يتوزع الغبار على مسافة 25 وحدة فلكية، وتنبعث منه أيضا أشعة تحت الحمراء شديدة.
في 13 نوفمبر 2008 أعلن علماء الفلك اكتشاف كوكب خارج المجموعة الشمسية، وكان هذا أول كوكب يُعثر عليه خارج المجموعة الشمسية بواسطة تلسكوب هابل الفضائي. وكان وجود الكوكب يشتبه به في السابق.
ويرجع الاسم الإنجليزي له [ Fomalhaut ] إلى العربية مع بعض التحريف ل [ فم الحوت ].

## رؤيتـــه
يقع  فم الحوت  في جنوب خط الاستواء السماوي بميل -29.6°.
وبالتالي تتم مشاهدته بشكل أفضل من نصف الكرة الأرضية الجنوبي، وهو يمر فعلياً من مدار الحمل إلى الجنوب مدار الجدي.
ويُرى جيدا فوق الرأس تقريبا من مدن بريزبان، وجوهانسبرغ، وجزيرة الفصح. ولكن الانحراف في الجنوب ليس كبيراً بالمقارنة برجل القنطور أو الصليب الجنوبي مما يعني أنه يمكن رؤية فم الحوت من أجزاء في نصف الكرة الارضية الشمالي. ميله أقل من ميل الشعرى اليمانية ومماثل للعقرب. ويمكن رؤيته من جنوب خط عرض 40 شمالا خلال الخريف، ويقترب من الأفق عد خطوط عرض شمال ذلك. يظهر فوق لندن عند زاوية 9 درجات فوق الأفق أو 4 درجات فوق الأفق عند رؤيته من كوبنهاغن، وتنتهي رؤيته تقريبا عند خط عرض 60 شمالا. ويعرف فم الحوت حين يرى من الشمال حيث يشير مربع الفرس الأعظم الغربي إليه. وعلى استمرار الخط بين الفرس الأعظم بيتا إلى منكب الفرس (الفرس الأعظم ألفا) في اتجاه الأفق الجنوبي: ويرى فم الحوت على زاوية 45 درجة جنوبا من منكب الفرس ولا يوجد بينه وبين الأفق أي نجم لامع آخر.

## نظامه

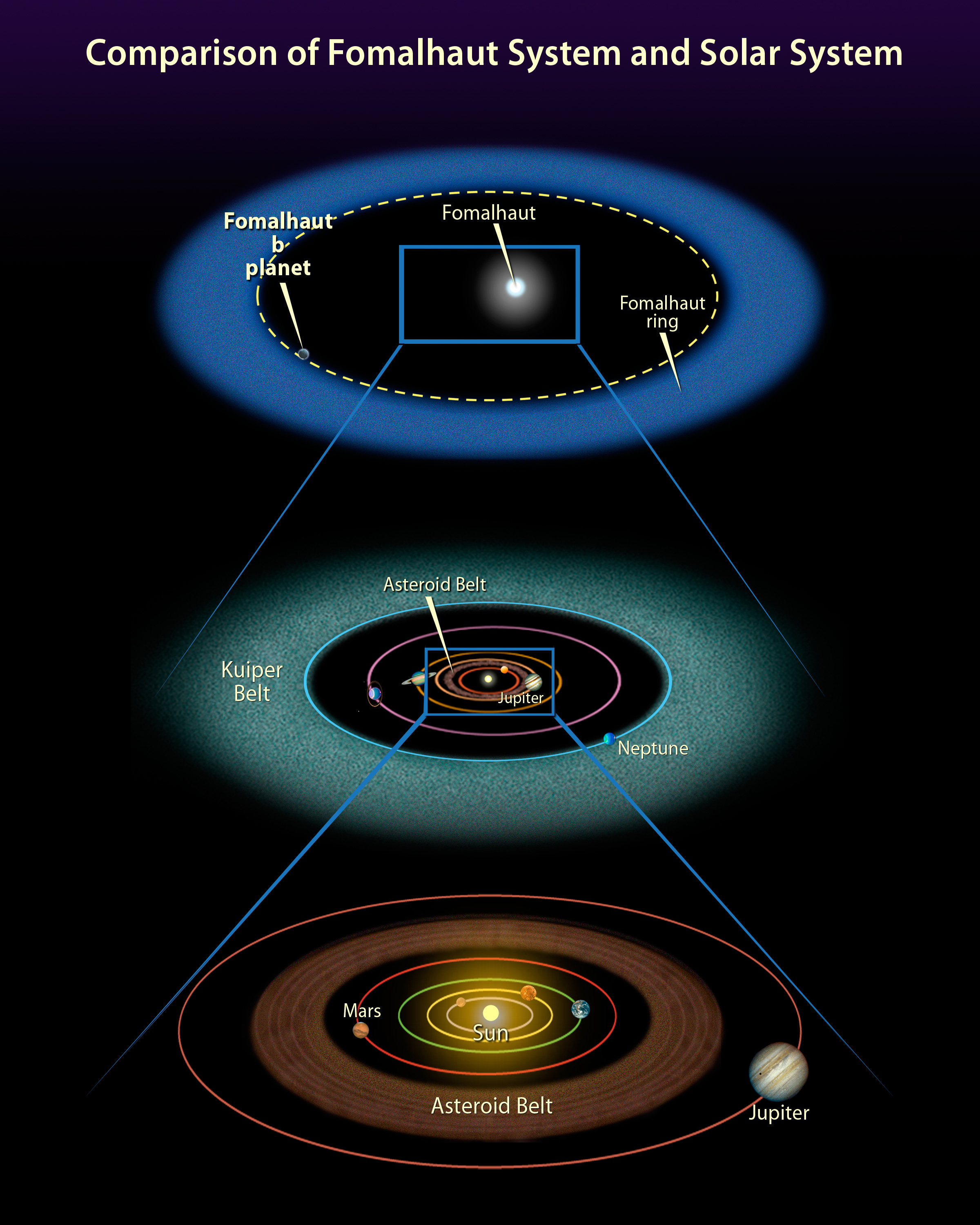
مقارنة بين المجموعة الشمسية والنظام المحيط بنجم فم الحوت.

يحيط بفم الحوت عدة أقراص من الغبار والحبيبات وحطام.
يحتوي القرص الداخلي على نسبة كبيرة من الحبيبات الكربونية تبلغ أحجامها بين 10 - 300 نانومتر تحجبه وتبعد عنه نحو 10 وحدات فلكية. بعد هذا القرص يأتي قرص آخر ذو حبيبات أكبر وتبعد حافته الداخلية بين 0.4 - 1 وحدة فلكية عن النجم، ولا يزال البحث جاريا لتحليل القرص الأصغر والأكثر قربا من النجم.
يبعد القرص الخارجي الأكثر بعدا عن النجم نحو 133 وحدة كونية وهو في شكل الإطار، وله حافة داخلية واضحة. ويوزع الغبار في حزام عريض يبلغ عرضه نحو 25 وحدة فلكية، وتبعد حافته الداخلية نحو 15 وحدة فلكية من نجم فم الحوت. ويشار أحيانا لهذا الحزام بأنه بمثابة حزام كويبر لفم الحوت. ويعتقد أن قرص الغبار والحبيبات يشكل مجموعة كوكبية في طور الإنشاء. ويصدر القرص أشعة تحت الحمراء شديدة. وتدل الأرصاد التي تعين دوران النجم على أن القرص يقع في مستوى الخط الاستوائي للنجم، طبقا لما تستنتجه نظرية النجوم وتكوين الكواكب.

في 13 نوفمبر 2008 أعلن الفلكيون عن اكتشاف جرم يعتقدون أنه كوكب خارج المجموعة الشمسية، يدور في داخل الحلقة الغبارية الخارجية. وكان هذا هو أول اكتشاف لجرم كوكبي خارج المجموعة الشمسية يرى في نطاق الضوء المرئي، واكتشفه تلسكوب هابل الفضائي.
وكان وجود كوكب في هذا النظام قد اعتقد اكشافه من قبل بسبب الحافة الداخلية القاطعة لهذا القرص والذي هو في شكل قطع ناقص  سمي هذا الكوكب بـ«فم الحوت ب» Fomalhaut b وقدرت كتلته بأنه لا يزيد عن كتلة المشتري ولا تقل عن كتلة نبتون.
وتشير بعض القياسات إلى أن مدار الكوكب ليس في شكل قباوي في قرص الغبار، مما يشير إلى احتمال وجود كواكب أخرى تتسبب في تلك البنية لقرص الغبار.
ولكن صور للنطاق M من الطيف إلتقطها مرصد MMT Observatory تشير إلى عدم إمكانية وجود جرم غازي كبير في حيز 40 وحدة كونية من النجم.
كما تشير صور مقراب سبيتزر الفضائي الذي يرصد الأشعة تحت الحمراء أن الجرم «فم الحوت ب» ربما يكون مجرد غمامة غبارية. ولكن في عام 2012 أيدت دراستين مستقلتين أن «فم الحوت ب» موجود بالفعل وربما هو تجمع لحطام تجمعها الجاذبية وربما ليس كوكبا بالمعنى المعروف.
وتبين صور أجراها التلسكوب الفضائي هيرشل (يرصد الأشعة تحت الحمراء) لفم الحوت وجود كميات كبيرة من الغبار بأحجام ميكرومترية في الحزام الخارجي له. ونظرا لأن مثل هذا الغبار يطرد عادة خارج النظام بسبب إشعاع النجم وضغطه خلال فترات زمنية قصيرة، فيدل وجودها على تجددها بسبب اصطدامات بين كويكبات صغيرة. وتدل البنية المنفوشة للحبيبات أنها ناتجة من مذنبات. ويقدر معدل الاصطدامات بنحو 2000 من المذنبات يوميا التي يبلغ حجمها عدة كيلومترات.
كما رصدت الحلقات الغبارية الخارجية للنجم بواسطة "مصفوف مرصد أتاكاما المليمتري الكبير - الذي يقيس الأشعة الراديوية المنبعثة من النجم وما حوله - وتشير الأرصاد إلى وجود كوكبين في نظام النجم، وكل منهما لا يقع في نصف قطر المدار المقترح من تلسكوب هابل الفضائي "لفم الحوت ب".
| رفيق (بترتيب النجوم)        | كتلة                         | نصف محور (AU)                | الفترة المدارية (سنة)        | انحراف                       | ميلان | نق |
| --------------------------- | ---------------------------- | ---------------------------- | ---------------------------- | ---------------------------- | ----- | -- |
| القرص الداخلي الساخن        | 0.08–0.11 وف                 | 0.08–0.11 وف                 | 0.08–0.11 وف                 | 0.08–0.11 وف                 | —     | —  |
| القرص الخارجي الساخن        | 0.21–0.62 وف أو 0.88–1.08 وف | 0.21–0.62 وف أو 0.88–1.08 وف | 0.21–0.62 وف أو 0.88–1.08 وف | 0.21–0.62 وف أو 0.88–1.08 وف | —     | —  |
| قرص بحجم 10 وحدات فلكية     | 8–12 وف                      | 8–12 وف                      | 8–12 وف                      | 8–12 وف                      | —     | —  |
| قرص غبار داخلي              | 35 وف                        | 35 وف                        | 35 وف                        | 35 وف                        | —     | —  |
| فم الحوت ب                  | ? مJ                         | 177±68                       | ~1700                        | 0.8±0.1                      | −55°  | —  |
| الحزام الرئيسي              | 133–158 وف                   | 133–158 وف                   | 133–158 وف                   | 133–158 وف                   | —     | —  |
| هالة الحزام الرئيسي الخارجي | 158–209 وف                   | 158–209 وف                   | 158–209 وف                   | 158–209 وف                   | —     | —  |

ويعتقد أنه إذا كان هناك كواكب أخرى بين 4 - 10 وحدات فلكية حول فم الحوت فلا بد من أن يكونوا أقل من 20 ضعف كتلة المشتري، وإذا كانوا على بعد 2.5 وحدة فلكية منه فلا بد من أن تكون كتلة كل منهم أقل من 30 ضعف كتلة المشتري.

## صور

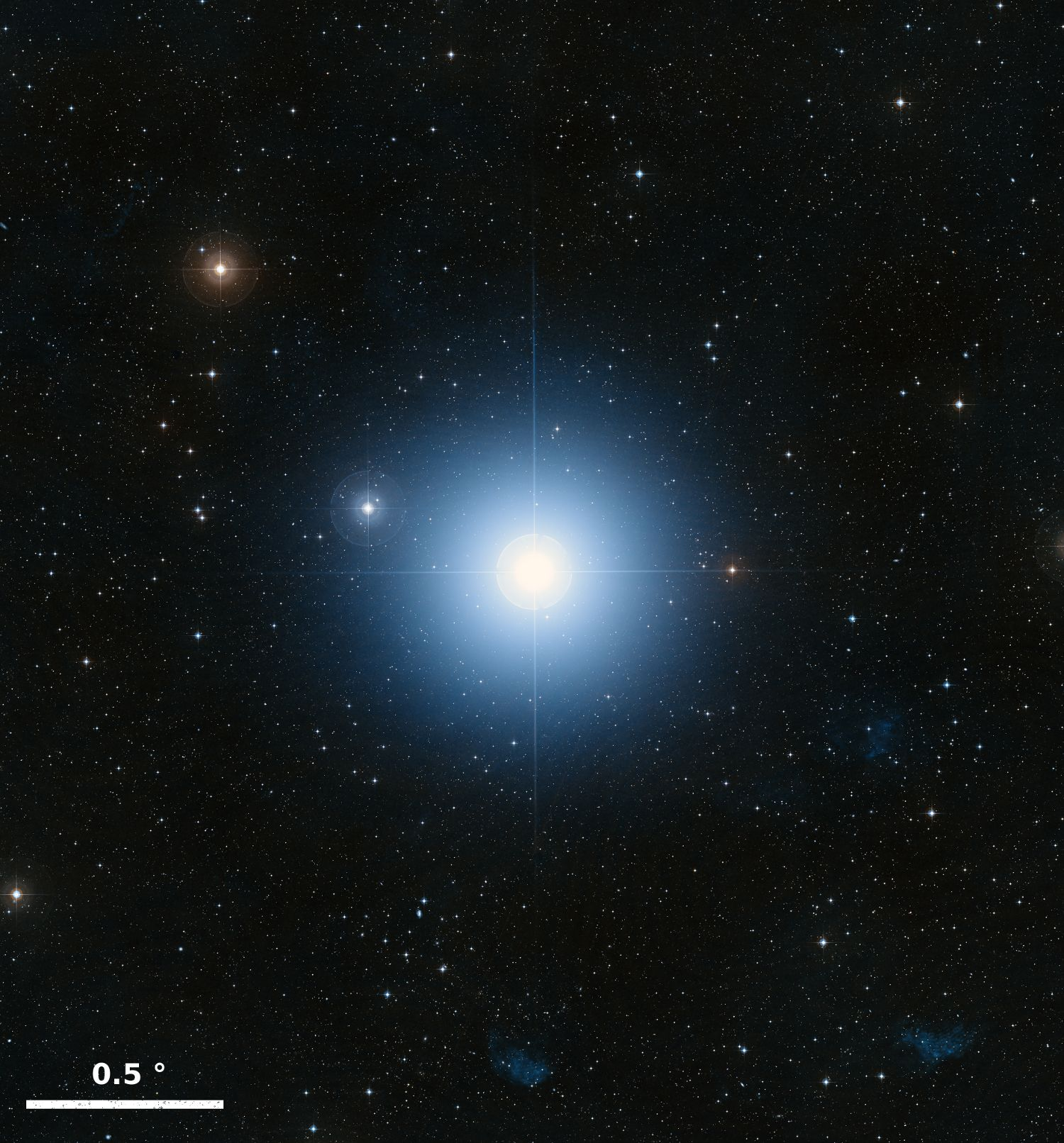
منطقة فم الحوت (اتساع 3 درجات).
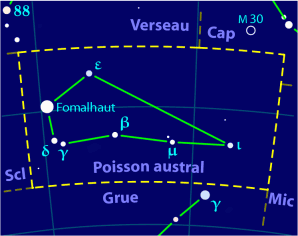
كوكبة الحوت الجنوبي، وأكبر نجم فيها فم الحوت.
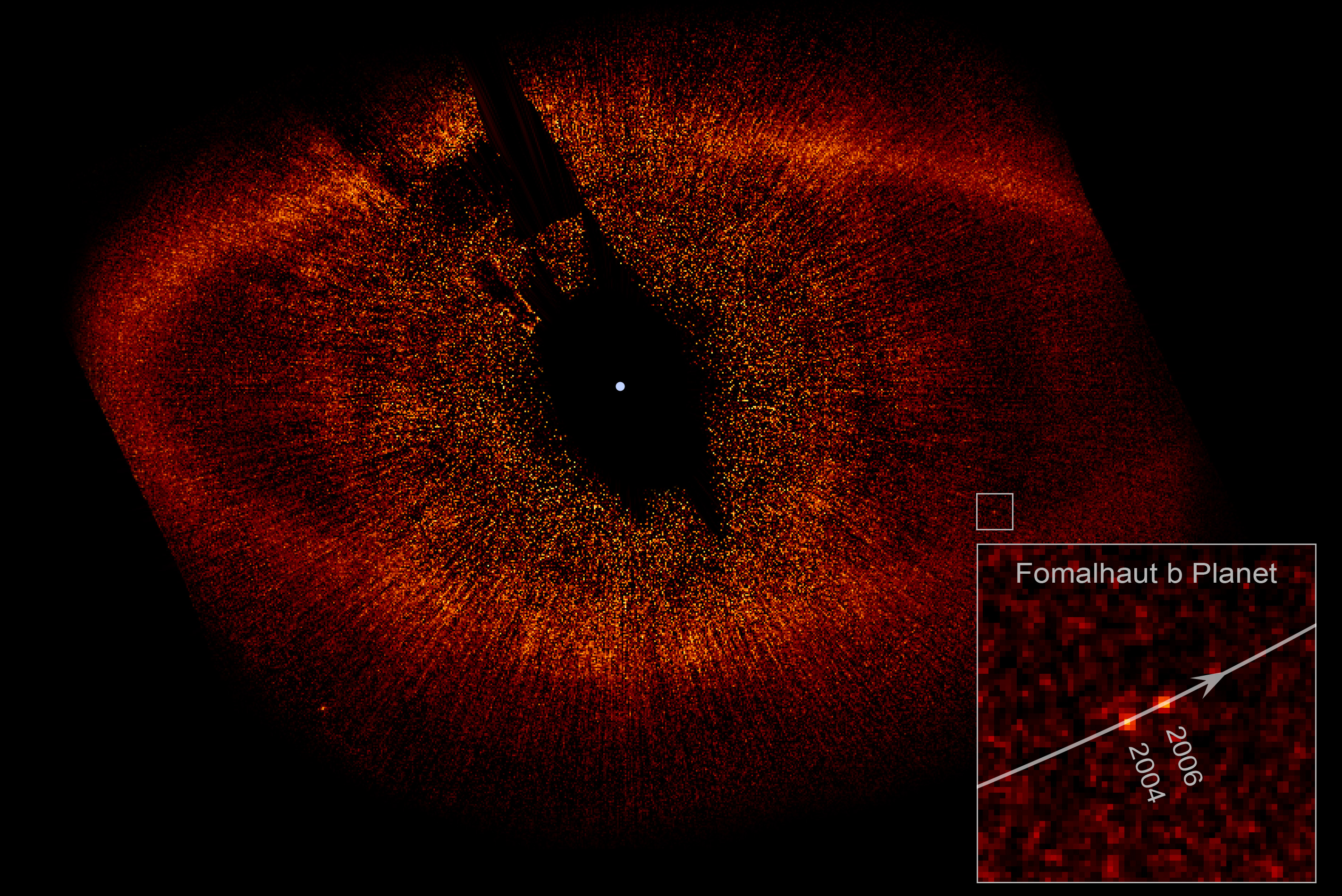
فم الحوت (محجوب أثناء التصوير) لتوضيح النظام والغبار حوله. المربع الصغير يبين موقع كوكبه بين عامي 2004 - 2006.
موقع فم الحوت على امتداد نجمي الفرس العظيم بيتا - ألفا وقبل تقاطعه مع قلب العقرب (أسفل).
صورة مجمّعة لقرص فم الحوت كما رصدها تلسكوب هابل الفضائي (للاشعة الضوئية) ومصفوف مرصد أتاكاما المليمتري الكبير ALMA للأشعة الراديوية.